# Hasodima melanoglyphica
Hasodima melanoglyphica är en fjärilsart som beskrevs av Paul Dognin 1913. Hasodima melanoglyphica ingår i släktet Hasodima och familjen mätare. Inga underarter finns listade i Catalogue of Life.